# Усманка (Новосибірська область)
Усманка (рос. Усманка) — присілок у Киштовському районі Новосибірської області Російської Федерації.
Входить до складу муніципального утворення Вараксінська сільрада. Населення становить 304 особи (2010).

## Історія
Згідно із законом від 2 червня 2004 року органом місцевого самоврядування є Вараксінська сільрада.

## Населення
| 2002 | 2007 | 2010 |
| ---- | ---- | ---- |
| 352  | ↘326 | ↘304 |